# Vlag van Schaarsbergen

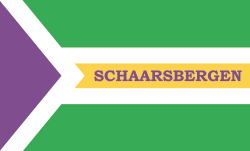
Dorpsvlag Schaarsbergen

De vlag van Schaarsbergen werd op 14 september 2019 onthuld tijdens het soepfestival als de dorpsvlag van het Nederlandse dorp Schaarsbergen. De vlag bestaat uit vijf even hoge banen van groen, wit, geel, wit en groen, die zich in de hoogte verhouden als 3:1:1:1:3, met de dorpsnaam op de gele banen in paars; een paarse van de broeking uitgaande driehoek, wit omlijnd. Groen staat voor de prachtige bossen. Paars voor de mooie heidevelden en oker voor de zandverstuivingen. Ook vormt deze kleur een knipoog naar oranje van de Oranje Vereniging Schaarsbergen.
Acquoy
· Beekbergen-Lieren
· Beemte Broekland
· Bemmel
· Bennekom
· Bredevoort
· Deil
· Doornenburg
· Ederveen
· Elden
· Emst
· Enspijk
· Epse
· Gameren
· Gellicum
· Groenlo
· Harskamp
· Herwijnen
· Heukelum
· Heveadorp
· Hoenderloo
· Kerkdriel
· Klarenbeek
· Kootwijkerbroek
· Laag-Keppel
· Lathum
· Leuvenum
· Loenen
· Loil
· Meteren
· Netterden
· Oosterhuizen
· Radio Kootwijk
· Rumpt
· Schaarsbergen
· Spijk
· Stroe
· Teuge
· Uddel
· Ugchelen
· Vaassen
· Vierhouten
· Voorthuizen
· Vredenburg/Kronenburg